# Günther Lindenstruth
Günther Lindenstruth (* 1952) ist ein ehemaliger deutscher Basketballspieler und -trainer.

## Laufbahn
Lindenstruth spielte von 1971 bis 1973 und 1978 für den MTV 1846 Gießen in der Basketball-Bundesliga. 1973 gewann der 1,82 Meter große Aufbauspieler mit den Mittelhessen den DBB-Pokal. 1978 gewann er ebenfalls beim MTV die deutsche Basketballmeisterschaft. 1984 übernahm er den Cheftrainerposten beim MTV und blieb bis 1987 im Amt. In seiner letzten Saison 1986/87 führte er die Mannschaft ins Halbfinale der Bundesliga-Meisterrunde sowie ins Endspiel des DBB-Pokals. In späteren Jahren trainierte er wie beim MTV im Gespann mit Hans Georg Heß den Regionalligisten VfB 1900 Gießen.